# 航空自衛隊幹部学校

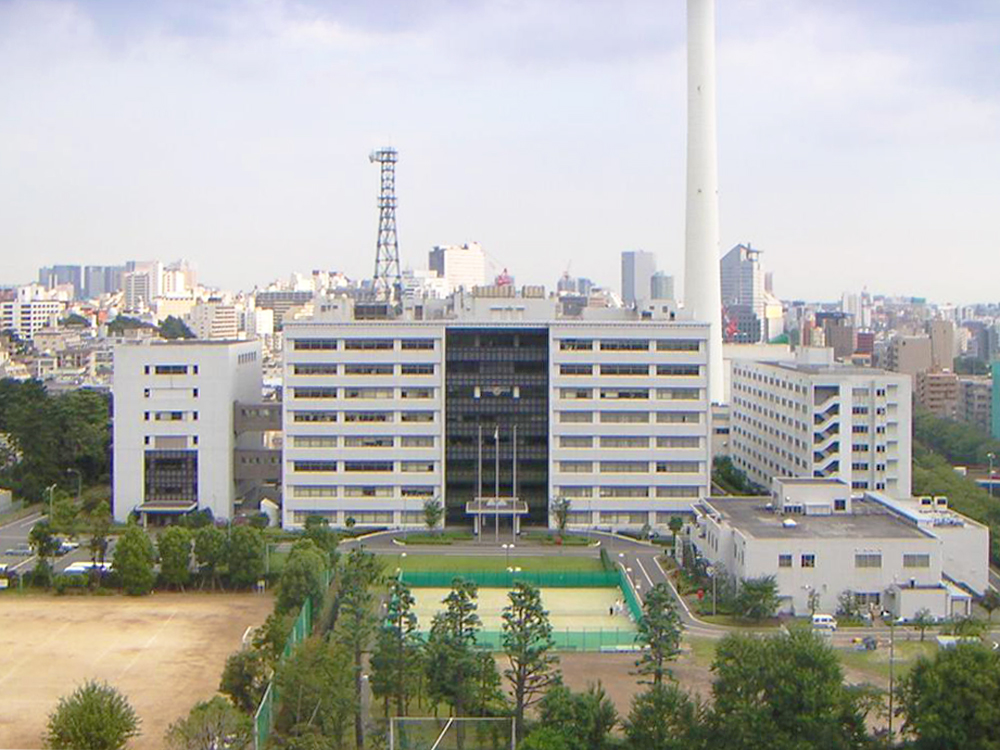
航空自衛隊幹部学校

航空自衛隊幹部学校（こうくうじえいたいかんぶがっこう、Air Staff College）とは、航空自衛隊目黒基地内に所在している、防衛大臣直轄の機関（学校）である。諸外国では空軍大学校に相当する、航空自衛隊の最高教育機関としての機能を持つ。

## 概要
航空自衛隊の幹部自衛官に対し、中級及び上級指揮官及びこれに準ずる幕僚として必要な知識及び技能を修得させると共に、航空自衛隊の能率的な管理・運用や航空防衛政策等に関する調査研究を実施する。このうち指揮幕僚課程・幹部高級課程は選考試験により選抜された者のみが入校でき、修了は困難である。1994年10月1日、防衛庁移転計画に基づき、市ヶ谷基地から現在地に移駐した。図書館を含む基地業務を担当する。

## 沿革
- 1954年（昭和29年）
  - 8月1日：幹部学校創設（陸上自衛隊浜松駐屯地）
  - 9月4日：特別幹部課程教育開始
  - 11月30日：幹部候補生課程教育開始
- 1955年（昭和30年）
  - 2月17日：防府基地に移転
  - 9月20日：小平駐屯地に移転。幹部候補生課程を幹部候補生学校へ移管
  - 10月3日：指揮幕僚課程教育開始
- 1956年（昭和31年）10月2日：幹部高級課程、幹部普通課程教育開始
- 1959年（昭和34年）12月22日：市ヶ谷基地に移転
- 1994年（平成06年）10月1日：目黒基地に移転、基地業務担当
- 2001年（平成13年）7月：幹部特別課程教育開始
- 2006年（平成18年）4月1日：システム管理室を新編
- 2014年（平成26年）8月1日：研究部廃止、航空研究センター新設
- 2016年（平成28年）8月8日：図書館新設（市ヶ谷に移転した防衛研究所から移管）[1]
- 2024年（令和06年）3月21日：業務部通信課をサイバー運用課に改組
- 2025年（令和07年）3月24日：組織改編

1. 計画課を廃止し、企画部を新設[2]
2. 航空研究センター改編

(1) センター長が将補職に昇格
(2) 副センター長を新設
(3) 研究企画管理室、運用理論研究室、防衛戦略研究室、事態対処研究室を総合企画推進研究室に改編

## 設置されている課程
- 幹部高級課程（AWC）約25週
- 幹部特別課程（AOC）約4週
- 指揮幕僚課程（CSC）約47週
- 幹部普通課程（SOC）約10週
- 上級事務官等講習（CAC）約8週

## 組織編成
- 総務課
- 人事課
- 企画部
- 教育部
- 業務部
  - 庶務課
  - 管理課
  - サイバー運用課
  - 業務課
  - 会計課
  - 衛生課
- 航空研究センター
  - 総合企画推進研究室
- システム管理室
- 図書館
- 主任教官（7人）
  - 学校教官
- 主任研究開発官（6人）
- 主任研究官（1人）
  - 研究員

## 主要幹部
| 官職名                               | 階級    | 氏名     | 補職発令日     | 前職                                            |
| ------------------------------------ | ------- | -------- | -------------- | ----------------------------------------------- |
| 航空自衛隊幹部学校長 兼 目黒基地司令 | 空将    | 倉本昌弘 | 2025年08月01日 | 航空教育集団司令部幕僚長                        |
| 副校長                               | 空将補  | 金野浩子 | 2024年08月02日 | 航空気象群司令 兼 府中基地司令                  |
| 総務課長                             | 1等空佐 | 青山圭一 | 2024年03月30日 | 航空幕僚監部総務部総務課警務管理官              |
| 人事課長                             | 2等空佐 | 林田龍之 | 2024年01月18日 | 南西航空方面隊司令部総務部人事課長              |
| 企画部長                             | 1等空佐 | 伊藤敬信 | 2025年03月24日 | 航空自衛隊幹部学校業務部長                      |
| 教育部長                             | 1等空佐 | 松川昭紀 | 2023年03月31日 | 第3高射群司令 →2023.3.16 航空自衛隊幹部学校勤務 |
| 業務部長                             | 1等空佐 | 青山崇裕 | 2025年03月24日 | 航空自衛隊幹部学校計画課長                      |
| 航空研究センター長                   | 空将補  | 世良達裕 | 2025年08月01日 | 南西航空警戒管制団司令                          |

| 代 | 氏名       | 在職期間               | 出身校・期                    | 前職                                       | 後職                                  | 備考   |
| -- | ---------- | ---------------------- | ----------------------------- | ------------------------------------------ | ------------------------------------- | ------ |
| 01 | 島田航一   | 1954.8.1 - 1955.9.19   | 海兵55期・ 海大38期           | 保安研修所所員 →1954.7.1 航空幕僚監部付    | 航空幕僚監部付 →1955.10.15 同教育部長 | 空将補 |
| 02 | 水町勝城   | 1955.9.20 - 1956.7.9   | 陸士41期・ 陸大49期           | 航空自衛隊通信学校長                       | 航空幕僚監部教育部長                  | 空将補 |
| 03 | 有沼源一郎 | 1956.7.10 - 1959.7.17  | 陸士43期・ 陸大52期           | 航空自衛隊第1操縦学校長                    | 航空幕僚監部付 →1959.12.1 同防衛部長  | 空将補 |
| 04 | 秋山紋次郎 | 1959.7.18 - 1961.3.15  | 陸士37期・ 陸大48期           | 航空幕僚副長                               | 退職                                  |        |
| 05 | 佐藤勝雄   | 1961.3.16 - 1963.3.31  | 陸士42期・ 陸大50期           | 西部航空方面隊司令官                       | 退職（空将昇任）                      | 空将補 |
| -  | 小島喜久   | 1963.3.31 - 1963.7.31  | 陸士42期・ 陸大52期           | 事務取扱（本務：航空幕僚副長）             | 事務取扱（本務：航空幕僚副長）        |        |
| 06 | 瀬戸山八郎 | 1963.8.1 - 1964.4.16   | 海兵58期                      | 西部航空方面隊司令官                       | 航空幕僚監部付 →1964.7.6 退職         |        |
| 07 | 小島喜久   | 1964.4.17 - 1965.6.30  | 陸士42期・ 陸大52期           | 航空総隊司令官                             | 退職                                  |        |
| -  | 田中耕二   | 1965.6.30 - 1965.7.15  | 陸士45期・ 陸大52期           | 事務取扱（本務：航空幕僚副長）             | 事務取扱（本務：航空幕僚副長）        |        |
| 08 | 新郷英城   | 1965.7.16 - 1967.4.1   | 海兵59期                      | 北部航空方面隊司令官                       | 退職                                  |        |
| -  | 大室孟     | 1967.4.1 - 1967.7.16   | 陸士45期                      | 事務取扱（本務：航空幕僚副長）             | 事務取扱（本務：航空幕僚副長）        |        |
| 09 | 丸田文雄   | 1967.7.17 - 1967.11.14 | 陸士44期                      | 術科教育本部長                             | 航空総隊司令官                        |        |
| -  | 矢作十郎   | 1967.11.15 - 1968.2.15 | 陸士47期・ 陸大55期           | 事務取扱（本務：航空幕僚副長）             | 事務取扱（本務：航空幕僚副長）        |        |
| 10 | 根來卓美   | 1968.2.16 - 1969.4.24  | 陸士47期・ 陸大57期           | 北部航空方面隊司令官                       | 航空幕僚副長兼補                      |        |
| 10 | 根來卓美   | 1969.4.25 - 1969.6.30  | 陸士47期・ 陸大57期           | 幹部学校長専任                             | 兼補解除（航空幕僚副長専任）          |        |
| 11 | 今村博純   | 1969.7.1 - 1970.12.15  | 陸士48期・ 陸大59期           | 西部航空方面隊司令官                       | 退職                                  |        |
| 12 | 宇都宮道生 | 1970.12.16 - 1972.7.1  | 海兵63期                      | 飛行教育集団司令官                         | 退職                                  |        |
| 13 | 岩﨑 亨    | 1972.7.1 - 1974.7.1    | 陸士52期・ 陸大60期           | 航空自衛隊幹部候補生学校長 兼 奈良基地司令 | 退職                                  |        |
| 14 | 小笠英敏   | 1974.7.1 - 1975.7.1    | 陸士53期・ 陸大60期           | 保安管制気象団司令                         | 退職                                  |        |
| 15 | 井川静男   | 1975.7.1 - 1976.7.1    | 陸士47期                      | 保安管制気象団司令                         | 退職                                  |        |
| 16 | 田鍋秀雄   | 1976.7.1 - 1978.3.16   | 陸航士55期                    | 航空自衛隊第1術科学校長                    | 退職                                  |        |
| 17 | 吉崎 巖    | 1978.3.16 - 1979.2.1   | 陸航士56期                    | 南西航空混成団司令                         | 退職                                  |        |
| 18 | 藤澤保雄   | 1979.2.1 - 1981.2.17   | 海兵73期                      | 南西航空混成団司令                         | 退職                                  |        |
| 19 | 野村知治   | 1981.2.17 - 1982.7.1   | 陸士59期                      | 航空自衛隊幹部候補生学校長 兼 奈良基地司令 | 退職                                  |        |
| 20 | 山本見龍   | 1982.7.1 - 1983.8.1    | 海兵75期                      | 南西航空混成団司令                         | 退職                                  |        |
| 21 | 福岡宣雄   | 1983.8.1 - 1984.7.2    | 海兵75期                      | 航空自衛隊第3補給処長                      | 退職                                  |        |
| 22 | 瀧川昭三   | 1984.7.2 - 1985.7.1    | 広島工専 5期幹候（陸）        | 航空自衛隊第2補給処長 兼 岐阜基地司令      | 退職                                  |        |
| 23 | 藪中隆三   | 1985.7.1 - 1986.6.17   | 広幼48期・ 東京大学・ 3期幹候 | 航空自衛隊幹部候補生学校長 兼 奈良基地司令 | 退職                                  |        |
| 24 | 矢田浩司   | 1986.6.17 - 1986.12.4  | 早稲田大学 昭和29年卒         | 航空自衛隊幹部候補生学校長 兼 奈良基地司令 | 飛行教育集団司令官                    |        |
| 25 | 田村秀昭   | 1986.12.5 - 1988.1.22  | 防大1期                       | 保安管制気象団司令                         | 退職                                  |        |
| 26 | 松村嘉夫   | 1988.1.22 - 1989.6.29  | 防大1期                       | 航空総隊司令部幕僚長                       | 航空自衛隊補給本部長                  |        |
| 27 | 鈴木 至    | 1989.6.30 - 1991.3.16  | 明治大学・ 11期幹候           | 航空総隊司令部幕僚長                       | 退職                                  |        |
| 28 | 白鳥昭夫   | 1991.3.16 - 1992.3.16  | 防大2期                       | 航空自衛隊第3補給処長                      | 退職                                  |        |
| 29 | 小田康夫   | 1992.3.16 - 1993.3.24  | 防大3期                       | 航空自衛隊幹部学校副校長 兼 企画室長       | 退職                                  |        |
| 30 | 利渉弘章   | 1993.3.24 - 1994.3.23  | 防大4期                       | 中部航空方面隊司令官                       | 退職                                  |        |
| 31 | 高橋伸治   | 1994.3.23 - 1996.3.25  | 防大6期                       | 航空幕僚監部監理部長                       | 退職                                  |        |
| 32 | 鈴木俊道   | 1996.3.25 - 1997.3.26  | 防大7期                       | 航空自衛隊補給本部副本部長                 | 退職                                  |        |
| 33 | 山口利勝   | 1997.3.26 - 1998.6.30  | 防大9期                       | 統合幕僚会議事務局 第3幕僚室長             | 航空支援集団司令官                    |        |
| 34 | 平木善道   | 1998.7.1 - 2001.1.10   | 防大12期                      | 航空幕僚監部人事教育部長                   | 航空教育集団司令官                    |        |
| 35 | 相田哲彦   | 2001.1.11 - 2002.3.22  | 防大13期                      | 航空支援集団司令部幕僚長                   | 退職                                  |        |
| 36 | 茶木哲義   | 2002.3.22 - 2003.3.26  | 防大14期                      | 航空開発実験集団司令官                     | 航空自衛隊補給本部長                  |        |
| 37 | 内山好夫   | 2003.3.27 - 2004.8.30  | 防大13期                      | 南西航空混成団司令                         | 退職                                  |        |
| 38 | 藤井泰司   | 2004.8.30 - 2007.7.2   | 防大17期                      | 航空幕僚監部調査部長                       | 航空教育集団司令官                    |        |
| 39 | 森下 一    | 2007.7.3 - 2009.3.23   | 防大20期                      | 航空幕僚監部監理監察官                     | 航空支援集団司令官                    |        |
| 40 | 上田完二   | 2009.3.24 - 2010.7.26  | 防大19期                      | 航空教育集団司令部幕僚長                   | 退職                                  |        |
| 41 | 彌田 清    | 2010.7.26 - 2011.8.4   | 防大21期                      | 北部航空方面隊司令官                       | 航空支援集団司令官                    |        |
| 42 | 平田英俊   | 2011.8.5 - 2012.7.25   | 東京大学・ 70期幹候           | 南西航空混成団司令                         | 航空教育集団司令官                    |        |
| 43 | 吉田浩介   | 2012.7.26 - 2013.8.21  | 防大25期                      | 航空幕僚監部技術部長                       | 航空総隊副司令官                      |        |
| 44 | 尾上定正   | 2013.8.22 - 2014.8.4   | 防大26期                      | 統合幕僚監部防衛計画部長                   | 北部航空方面隊司令官                  |        |
| 45 | 小野賀三   | 2014.8.5 - 2016.12.21  | 防大26期                      | 航空幕僚監部装備部長                       | 航空総隊副司令官                      |        |
| 46 | 長島純     | 2016.12.22 - 2019.8.22 | 防大29期                      | 航空教育集団司令部幕僚長                   | 退職                                  |        |
| 47 | 阿部睦晴   | 2019.8.23 - 2020.8.24  | 防大32期                      | 航空幕僚監部装備計画部長                   | 航空幕僚副長                          |        |
| 48 | 柿原国治   | 2020.8.25 - 2021.12.21 | 防大32期                      | 航空総隊司令部幕僚長                       | 航空開発実験集団司令官                |        |
| 49 | 影浦誠樹   | 2021.12.22 - 2023.8.28 | 防大33期                      | 航空幕僚監部総務部長                       | 航空総隊副司令官                      |        |
| 50 | 船倉慶太   | 2023.8.29 - 2025.7.31  | 和歌山大学・ 81期幹候         | 航空幕僚監部総務部長                       | 北部航空方面隊司令官                  |        |
| 51 | 倉本昌弘   | 2025.8.1 -             | 防大37期                      | 航空教育集団司令部幕僚長                   |                                       |        |